# Grotto

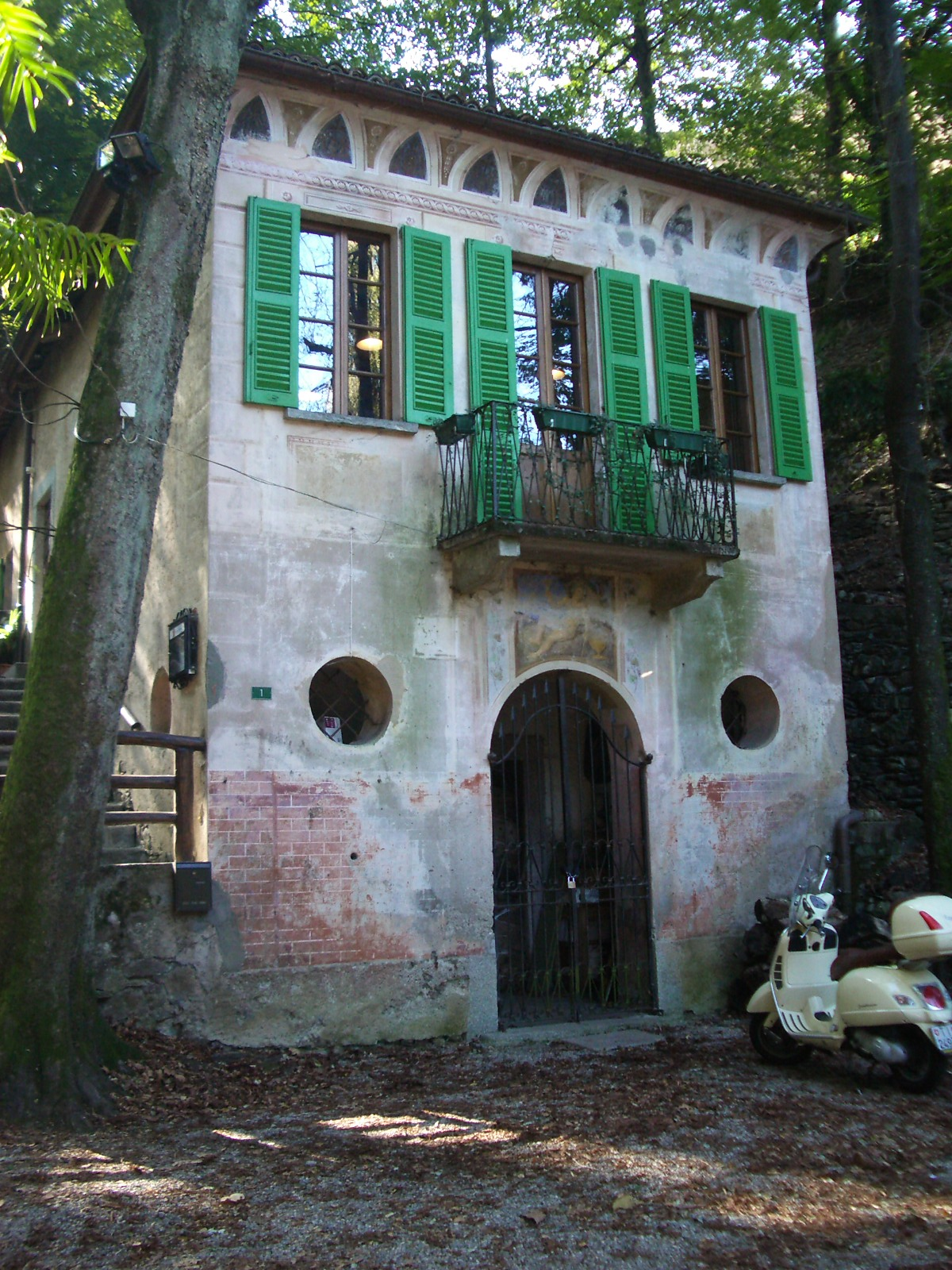
Grotto Morchino, Pazzallo-Lugano, in Hermann Hesses Novelle Klingsors letzter Sommer von 1919 erwähnt

In der italienischen Schweiz (Kanton Tessin und Italienischbünden) ist ein Grotto ein rustikales Restaurant, das überwiegend im Freien regionale Küche serviert. Im Kanton Graubünden und in Norditalien heisst eine solche Gaststätte crotto, muss aber nicht die Bauform eines Crotto aufweisen.

## Ursprung des Begriffs
Der Name rührt von natürlichen Felshöhlen (Grotten) her, in denen die Landbevölkerung im Tessin ursprünglich Wein, Schinken und Käse aufbewahrte. Als moderne Kühlungs- und Konservierungsmethoden diese Art der Vorratshaltung verderblicher Lebensmittel überflüssig machten, verwandelten viele Bauern diese Vorratshöhlen in soziale Begegnungsstätten zur Weinprobe und sonstigen Verkostung der eigenen Produkte. Im 19. Jahrhundert gab es die ersten Ausschankgenehmigungen, und im Laufe des 20. Jahrhunderts wurden die Grotten zu öffentlichen Gastwirtschaften, die von ihrer Funktion her kaum mehr von einer Trattoria zu unterscheiden waren.
Ein Grotto im heutigen Sinne ist häufig kein Felsenkeller mehr, sondern ein einfaches traditionelles Steinhaus; fast immer hat es jedoch Tische und Bänke aus Granit. Da der Schwerpunkt des Restaurationsbetriebs im Gegensatz zu früher auf dem Aussenbereich liegt, haben die meisten Grotti nur in der Sommersaison geöffnet.

## Weinausschank und Regionalküche
Charakteristische Gerichte sind die lokalen Hart- und Weichkäse, in Olivenöl mit Kräutern eingelegter Ziegenkäse, Salami und Mortadella aus eigener Herstellung, marinierte Antipasti und Fische, Minestrone und Polenta, serviert mit strachin (einem dem Gorgonzola ähnlichen Käse), Risotto mit Pilzen, kalter oder warmer Braten mit Salat und Bratkartoffeln. Zum Dessert gibt es Zabaglione, Brotkuchen und Pfirsiche in Wein.
Aus dem Boccalino, einem kleinen bauchigen Tonkrug mit Henkel, trinkt man Merlot, Nostrano oder Barbera, manchmal vermischt mit Gassosa. Dieses Gefäss ist jedoch nicht das traditionelle Tessiner Trinkgefäss für Wein. Vielmehr wird Wein auf dem Land häufig aus einer einfachen Tasse ohne Henkel (tazzino, im Dialekt ul tazzin genannt) getrunken.
Obwohl sich zahlreiche Grotti heute zu reinen Touristenlokalen gewandelt haben, ist in denjenigen Einrichtungen auf dem Lande, in denen der Padrone gezielt Regionales auf den Tisch bringt und die soziale Kommunikation als gleichwertig mit der Verköstigung der Gäste versteht, der authentische Charakter noch erkennbar.